# Mionica (gmina Kosjerić)
Mionica (cyr. Мионица) – wieś w Serbii, w okręgu zlatiborskim, w gminie Kosjerić. W 2011 roku liczyła 148 mieszkańców.